# Latif Nasser
Latif Abdul Nasser ( /ˈlɑːtɪf/ LAH-tif) (Mississauga, 21 de julio de 1986), conocido como Latif Nasser, es un investigador, escritor y presentador canadiense-estadounidense. Es el director de investigación y coanfitrión de Radiolab y presentador del programa de Netflix Conexiones.

## Primeros años
Nació en Mississauga, Ontario, en el seno de una familia musulmana de origen indo-tanzano. Asistió a Pearson College UWC. Obtuvo su título universitario en Dartmouth College. Se desempeñó como presidente de Displaced Theatre Company y pasó la mayor parte de su tiempo en el Hopkins Center for the Arts. Mientras estuvo en Dartmouth estudió la historia de la física con Richard Kremer y Marcelo Glasier. Como parte de la clase, participó en una producción de La vida de Galileo, de Bertolt Brecht. Al tratar de encontrar accesorios para la producción, se encontró en la colección de instrumentos científicos de Dartmouth, desenterrando artefactos históricos e investigando sus orígenes. Fue seleccionado por sus compañeros de clase para ser el orador en el Class Day de 2008. Estudió en Fez, Marruecos, para un programa de estudios con Dartmouth.
Recibió un doctorado del Departamento de Historia de la Ciencia de la Universidad de Harvard en 2014. Su disertación fue sobre la epidemia de risa de Tanganica.

## Carrera
Después de obtener su doctorado, fue nombrado coanfitrión del programa de radio Radiolab de WNYC Studios. Creó y presentó el podcast The Other Latif, una serie de investigación en la que exploró la historia del detenido en la prisión de Guantánamo, Abdul Latif Nasir. Tras el retiro de Jad Abumrad en enero de 2022, Nasser se convirtió en el nuevo coanfitrión de Radiolab junto con la productora Lulu Miller.
A partir del 2020, Nasser presentó la serie documental de Netflix Conexiones, que explora cómo los humanos están conectados entre sí y con el universo. En la serie, visita a científicos de todo el mundo, aprende sobre lo que hacen y cómo sus investigaciones impactan en la vida de las personas.

## Vida personal
Está casado con Carly Mensch, exalumna de Dartmouth College. La pareja tuvo un hijo en agosto de 2020. Tiene la doble nacionalidad canadiense y estadounidense.